# Chenopodearum Monographica Enumeratio
Chenopodearum Monographica Enumeratio (abreviado Chenop. Monogr. Enum.) es un libro con ilustraciones y descripciones botánicas que fue escrito por el naturalista, médico, y escritor francés Alfred Moquin-Tandon y publicado en París en el año 1840.